# Мітісіо (1937)
Мітісіо (Michishio, яп. 満潮) — ескадрений міноносець Імперського флоту Японії, який брав участь у Другій світовій війні.
Корабель, який став третім серед есмінців типу «Асасіо», спорудили у 1937 році на верфі Fujinagata в Осаці.
На момент вступу Японії до Другої світової війни «Мітісіо» належав до 8-ї дивізії ескадрених міноносців, яка 2 грудня 1941-го прибула з Японії до Мако (важлива база ВМФ на Пескадорських островах у південній частині Тайванської протоки). 4 грудня «Мітісіо» вийшов з Мако у складі охорони загону великих артилерійських кораблів (2 лінкори та 2 важкі крейсери) адмірала Кондо, що мав забезпечувати загальне прикриття сил вторгнення до Малаї та на Філіппіни. Це завдання есмінець виконував до 24 грудня, причому внаслідок сприятливого розвитку операції загін так і не вступив у бій (після виходу в море британських лінкорів HMS Prince of Wales та HMS Repulse сили Конде почали готуватись до перехоплення, проте для знищення ворога вистачило самої авіації).
31 грудня 1941-го «Мітісіо» вийшов з Мако для супроводу Третього малайського транспортного конвою із 56 транспортів (всього для його охорони залучили 14 есмінців та легкий крейсер), що прямував до Сінгори (наразі Сонгкхла) в одній з найпівденніших провінцій Сіаму, неподалік від кордону британської Малаї. Втім, есмінець супроводжував транспорти лише на початковому етапі та 5 січня 1942-го прибув до Гонконгу (Третій малайський досягнув пункту призначення 8 січня).
11 січня 1942-го «Мітісіо» разом з іншими кораблями своєї дивізії вийшов з Гонконгу для супроводу конвою з військами, що рушив до Давао (цей порт на півдні філіппінського острова Мінданао японський десант захопив ще 20 грудня). Згодом 8-му дивізію задіяли для наступу з півдня Філіппін на східну частину Нідерландської Ост-Індії.
29 січня 1942-го «Мітісіо» та ще 11 есмінців тієї ж ескадри разом із флагманським кораблем — легким крейсером «Дзінцу» рушили зі стоянки Бангка для прикриття сил висадки на острів Амбон, десантування на який почалось у ніч проти 31 січня. Бої з союзними силами в цьому районі затягнулись на кілька діб і лише 3 лютого острів узяли під повний контроль.
6 лютого 1942-го «Мітісіо» вийшов із затоки Старінг-Бей на південно-східному півострові острова Целебес із завданням супроводити транспорти з десантом для висадки у Макассарі на південно-зхаідному півострові Целебеса (всього загін охорони включав 11 есмінців та легкий крейсер). Висадка в Макассарі успішно відбулася в ніч проти 9 лютого.
17 лютого 1942-го «Мітісіо» та три інші есмінці дивізії вийшли з Макассару, забезпечуючи безпосередній супровід двох транспортів, що мали висадити десант на острові Балі. Крім того, легкий крейсер та 3 есмінці становили загін дистанційного прикриття. У ніч проти 19 лютого відбулась вдала висадка на південному сході острова, проте ворожа авіація змогла уразити транспорт «Сагамі-Мару». «Мітісіо» разом з есмінцем «Арасіо» відбули, супроводжуючи пошкоджене судно, тоді як два інші есмінці дивізії залишились чекати, коли розвантажиться другий транспорт. Через якийсь час останні були атаковані ворожими кораблями й «Мітісіо» та «Арасіо» повернули їм на поміч та взяли участь у завершальній фазі зіткнення, відомого як бій у протоці Бадунг. У бою «Мітісіо» був уражений кількома снарядами, три з яких влучили в машинне відділення та призвели до втрати ходу. Також виявилось пошкодженим кермо, а в торпедному апараті виникла пожежа, яку, втім, вдалось загасити. З числа екіпажу загинуло 53 особи, ще понад півсотні зазнали поранень. Вранці 20 лютого «Арасіо» узяв «Мітісіо» на буксир та, скориставшись зі спокійного моря, повів зі швидкістю 8 вузлів. Під час цієї операції сталось кілька повітряних нальотів, що призвело до двох близьких вибухів бомб. Кіль «Мітісіо» переломився в районі перед машинним відділенням, проте, попри загрозу розколу корабля на дві частини, «Арасіо» й далі вів на буксирі. Неподалік ішли два інші кораблі 8-ї дивізії та ще один есмінець «Вакаба» (в операції з десантування на Балі первісно належав до групи дистанційного прикриття). 22 лютого «Мітісіо» вдалося привести до Макасару, де кілька тижнів есмінець проходив аварійний ремонт.
10 квітня 1942-го «Мітісіо» зміг полишити Макасар, а 21 квітня прибув до Японії, де до середини жовтня проходив повноцінне відновлення. За цей час союзники висадились на сході Соломонових островів, що започаткувало шестимісячну битву за Гуадалканал та змусило японське командування надсилати сюди підкріплення. Як наслідок, по завершення ремонту «Мітісіо» разом зі ще одним есмінцем дивізії «Асасіо» 22—30 жовтня пройшов з Японії до Рабаулу — головної передової бази в архіпелазі Бісмарка, з якої провадились операції на Соломонових островах та сході Нової Гвінеї. Невдовзі він був уже на якірній стоянці Шортленд (прикрита групою невеликих островів Шортленд акваторія біля південного завершення острова Бугенвіль, де зазвичай відстоювались легкі бойові кораблі та перевалювались вантажі для відправлення їх далі на схід), де його одразу залучили до роботи «токійського експресу» — доставки підкріплень та припасів у зону активних бойових дій за допомогою швидкісних військових кораблів. Як наслідок, протягом першої декади листопада «Мітісіо» здійснив не менш як 4 виходи до Гуадалканалу — 1, 5, 7 та 8 числа.
Тим часом японське командування готувало проведення до острова великого конвою з підкріпленнями (що в підсумку вилилось у вирішальну битву надводних кораблів біля Гуадалканалу). За японським задумом, напередодні підходу транспортів два лінкори мали провести артилерійський обстріл аеродрому Гендерсон-Філд (за місяць до того така операція була здійснена доволі вдало), втім, у ніч проти 13 листопада біля Гуадалканалу цей загін перестріло американське з'єднання із крейсерів та есмінців, яке зазнало значних втрат, проте зірвало обстріл аеродрому. Як наслідок, був екстрено сформований інший загін для обстрілу аеродрому, який включав 2 важкі та 1 легкий крейсер, охорону яких мали забезпечувати «Мітісіо» та ще 3 есмінці. Вранці 13 листопада кораблі полишили Шортленд, щоб провести обстріл у ніч проти 14 числа. Біля самої якірної стоянки вони стали ціллю для ворожих літаків, скинута якими бомба вибухнула поблизу «Мітісіо» та позбавила його здатності рухатись. Загін попрямував далі (і все-таки зміг провести обстріл Гендерсон-Філд, хоча й без особливого успіху), тоді як пошкоджений есмінець відбуксирували на Шортленд, а згодом перемістили до Рабаула. Проведений у останньому аварійний ремонт не зміг повернути «Мітісіо» хід і 24—29 грудня есмінець «Асасіо» привів його на буксирі на атол Трук у центральній частині Каролінських островів, де ще до війни створили потужну базу японського ВМФ. Втім, навіть її можливостей не вистачило для ремонту машини «Мітісіо», тому 6—17 березня корабель перевели на буксирі в есмінця «Хамакадзе» до Токійської затоки (щонайменше до Сайпана їх охороняв ще один есмінець «Уракадзе»).
Ремонт тривав до 14 листопада 1943-го, при цьому, окрім відновлення, внесли певні зміни в озброєння — зняли одну установку головного калібру та замінили її двома строєними установками 25-мм зенітних автоматів.
2 грудня 1943-го «Мітісіо» нарешті вирушив з Японії на Трук. З 29 грудня 1943 по 1 січня 1944 «Мітісіо» разом зі ще одним есмінцем супроводжував 2 важкі крейсери з Труку до Кавієнга (друга за значенням японська база в архіпелазі Бісмарка на північному завершенні острова Нова Ірландія) та назад, при цьому завданням загону була доставка підкріплень у межах операції «Бо Го».
10—16 січня 1944-го «Мітісіо» разом з двома іншими есмінцями супроводив до Куре лінкор «Ямато», який у грудні був торпедований американським підводним човном. На переході загін тричі виявляли інші ворожі субмарини, проте жодного разу їм не вдалось зайняти положення для атаки.
25 січня — 1 лютого 1944-го «Мітісіо» разом зі ще двома есмінцями супроводжував конвой з Йокосуки на Трук. На той час на тлі наступу союзників у Меланезії та на сході Мікронезії японське командування вже вирішило встановити головний оборонний периметр західніше та вивести основні сили флоту з Труку, де вони перебували під дедалі більшою загрозою. Як наслідок, 10—15 лютого «Мітісіо» та ще 3 есмінці, а також легкий крейсер ескортували до Японії загін із лінкора «Мусасі», авіаносця та гідроавіаносця (можливо відзначити, що вже 17 лютого база на Труці стане ціллю потужного рейду авіаносного угруповання і буде розгромлена).
22—27 лютого 1944-го «Мітісіо» та ще один есмінець ескортували з Йокосуки до Палау (захід Каролінських островів) «Мусасі», який одночасно доправляв військовослужбовців та амуніцію. Далі «Мітісіо» рушив у район Сінгапура, потім перейшов до нафтоносного регіону на сході острова Борнео, а 16—22 березня супроводжував звідси танкерний конвой O-507, який пройшов на Палау, де все ще перебували значні сили флоту, відведені з Трука. Оскільки існувала загроза, що Палау також буде атакована, 29 березня звідси вийшли «Мусасі» та 5 важких крейсерів, які попрямували під охороною «Мітісіо» та ще 7 есмінців до Давао. Неподалік від Палау лінкор був торпедований підводним човном та рушив під ескортом «Мітісіо» та 2 інших есмінців на ремонт до Японії, куди прибув 2 квітня до Давао (при цьому 30 березня по Палау дійсно завдало потужного удару авіаносне угруповання).
До 20 квітня 1944-го «Мітісіо» пройшов певний ремонт у Куре, при цьому також було істотно підсилене зенітне озброєння за рахунок додавання 4 строєних, 1 здвоєної та 14 одинарних установок 25-мм автоматів. Водночас з корабля зняли ще одну установку головного калібру.
10—16 травня «Мітісіо» та шість інших есмінців ескортували з Японії до Таві-Таві (у філіппінському архіпелазі Сулу поряд з нафтовидобувними районами острова Борнео) загін із 3 авіаносців, 3 легких авіаносців і 1 лінкора (японське командування готувалось до ворожої атаки на головний оборонний периметр імперії, який проходив через Маріанські острови, Палау та захід Нової Гвінеї, до того ж через дії американських підводних човнів на комунікаціях видавалось доцільним тримати флот ближче до районів видобутку нафти). В наступні кілька тижнів «Мітісіо» неодноразово виходив з Таві-Таві для несення протичовнової служби у околицях цієї бази.
12 червня 1944-го американці розпочали операцію по оволодінню Маріанськими островами і наступної доби японський флот вийшов з Таві-Таві для контратаки. Під час битви 19—20 червня у Філіппінському морі «Мітісіо» разом з іншими 8 есмінцями складав охорону «загону В», основну силу якого становили 2 авіаносці та легкий авіаносець, які у травні «Мітісіо» супроводжував з Японії до Таві-Таві. 20 червня есмінець підібрав понад дві сотні вцілілих із потопленого авіацією авіаносця «Хійо». В битві японці зазнали важкої поразки, а 23 червня «Мітісіо» прибув на острів Окінава (південна частина архіпелагу Рюкю).
23—26 червня 1944-го «Мітісіо» разом із двома іншими есмінцями пройшли з Окінави до Ґімарас (обернене до моря Сулу узбережжя Філіппінського архіпелагу), де певний час забезпечували охорону загону танкерів, а 29 червня прибули до Давао (південне узбережжя філіппінського острова Мінданао). З 1 по 14 липня «Мітісіо» та ті самі есмінці супроводжували лінкор «Фусо» з Давао до острова Таракан (центр нафтовидобувної промисловості біля східного узбережжя Борне), а потім у Японію (загін полишив Таракан 8 липня). Через місяць «Мітісіо» повернувся до Південно-Східної Азії, коли 15—24 серпня 1944-го він та два інші есмінці супроводили з Японії до Сінгапура лінкор «Харуна».
У середині жовтня союзники розпочали операцію на Філіппінах і 18 жовтня головні сили японського флоту полишили район Сінгапура. Вони пройшли до Брунею (на цьому переході «Мітісіо» та ще один есмінець ескортували два танкери, які в Брунеї провели дозаправку лінкорів), після чого розділились на два з'єднання. «Мітісіо» увійшов до ескорту диверсійного загону адмірала Нісімури, який мав пройти до району висадки союзників у затоці Лейте південним шляхом та відвернути на себе увагу ворожих сил. У ніч проти 25 жовтня загін Нісімури був повністю знищений у бою у протоці Сурігао. У «Мітісіо» влучила торпеда з есмінця USS McDermut, що вивело з ладу машинну установку та завдало таких важких пошкоджень, від яких «Мітісіо» затонув за 15 хвилин. 4 членів екіпажу підібрали американці. Деякі моряки ймовірно випливли на берег, проте там їх убивали місцеві мешканці.